# Marcelle Delabie
Marcelle Delabie, née le 18 mars 1903 à Gorcy et morte le 29 juillet 1989 à Salouel, est une femme politique française.

## Biographie
Elle est avocate de profession. 
En 1927, elle épouse l'homme politique Maurice Delabie.
Elle est élue conseillère générale sur le canton de Gamaches en 1945 et le reste jusqu'en 1979.
En 1946, elle tente de se faire élire à l'Assemblée constituante, mais échoue. Elle est par ailleurs maire de Bouvaincourt-sur-Bresle . En 1948, elle est élue au Conseil de la République avec Omer Capelle et Jean Gilbert-Jules, et reste à ce poste jusqu'en 1958, date à laquelle elle est élue députée dans la 3e circonscription de la Somme. Elle siège à l'Assemblée Nationale jusqu'en 1962, date à laquelle elle est battue.

## Détail des fonctions et des mandats
Mandats parlementaires
- 30 novembre 1958 - 9 octobre 1962 : Députée de la 3e circonscription de la Somme
- 7 novembre 1948 - 8 novembre 1958 : Sénatrice de la Somme